# Gabriel Plăiașu
Gabriel Plăiașu (n. 12 martie 1965, Pucioasa, România) este un politician român, deputat în Parlamentul României pe listele PNL în legislatura 2020-2024. În legislatura 2004-2008, Gabriel Plăiașu a fost validat pe data de 19 decembrie 2007, dată la care a înlocuit-o pe deputata Monica-Mihaela Știrbu. În legislatura 2004-2008, Gabriel Plăiașu a fost membru în grupurile parlamentare de prietenie cu Albania și Republica Polonă iar în legislatura 2008-2012 a fost membru în grupurile parlamentare de prietenie cu Republica Estonia, Republica Cipru și Regatul Danemarcei.

## Controverse
Pe 5 ianuarie 2023 Gabriel Plăiașu a fost trimis în judecată de DNA pentru instigare la folosirea sau prezentarea de documente ori declarații false.